# Ким Ё Хан
Ким Ё Хан (кор. 김요한; род. 22 сентября 1999 года, Сеул, Республика Корея), также известный как Ёхан (англ. Yohan; кор. 요한), — южнокорейский певец и актёр. Он является участником мужской группы WEi и бывшим участником мужской группы X1, занявший первое место в шоу «Produce X 101». Он дебютировал сольно с цифровым синглом «No More» 25 августа 2020 года. Он дебютировал в качестве актёра в сериале «Любовь так прекрасна».

## Ранняя жизнь
Ким родился 22 сентября 1999 года в районе Чонган, Сеул, Республика Корея. У него есть две младшие сестры. До своего дебюта Ким был национальным спортсменом по тхэквондо. Он дважды становился чемпионом Национального фестиваля молодёжного спорта.

## Карьера

### 2019: «Produce X 101» и X1
В мае 2019 года Ким принял участие в реалити-шоу Mnet «Produce X 101», несмотря на то, что тренировался всего три месяца. Изначально планировалось, что одиннадцать победителей шоу сформируют бойз-бэнд, который будет выступать в течение 5 лет под руководством Swing Entertainment. Ким занял первое место в конкурсе и дебютировал в качестве участника и лидера X1 27 августа 2019 года на концерте в Gocheok Sky Dome. Однако 6 января 2020 года группа X1 распалась из-за обвинений в фальсификации результатов голосования на шоу. 5 ноября 2019 года Ан Джун Ён, продюсер Produce X 101, был арестован и позже признался в фальсификации результатов голосования.

### 2020: Сольная карьера и дебют с WEi
Ким вел переговоры о том, чтобы присоединиться к телесериалу-антологии в сезоне «Школа 2020». Позже, в феврале 2020 года, это было подтверждено, и сериал должен был выйти в эфир в августе 2020 года. В апреле 2020 года стало известно, что KBS отменила сериал из-за разногласий по поводу главной женской роли.
17 июня 2020 года Oui Entertainment объявили, что во второй половине года они представят новую мужскую группу под предварительным названием «OUIBOYZ». Ожидается, что Ким войдёт в состав этой группы вместе с коллегами по лейблу Ким Дон Ханом, Чан Дэ Хёном и Кан Сок Хва.
10 июля 2020 года Oui Entertainment запустили аккаунты в социальных сетях для своей новой мужской группы под названием «WEi», участником которой, как было подтверждено, является Ким. Они также выпустили рекламный ролик для логотипа. Ким также был заявлен в качестве ведущего первого дня 26-го Dream Concert «CONNECT:D».
6 августа 2020 года было объявлено, что 25 августа 2020 года Ким выпустит сольную песню в виде цифрового сингла, который станет его будущим дебютом с WEi. Песня называется «No More» и спродюсирована Zion.T.
5 октября 2020 года Ким дебютировал с WEi с мини-альбомом Identity: First Sight, заглавной песней которого стала «Twilight».
Он также сыграл главную роль в дораме «Любовь так прекрасна», которая является ремейком одноимённого китайского сериала, что стало его актёрским дебютом. Он также участвовал в создании саундтрека к дораме «Recently», который вышел 11 января 2021 года.

### 2021–наст. время: Сольная деятельность
2 марта 2021 года Ким стал одной из ведущих музыкальной программы SBS MTV «The Show» вместе с Ёсаном из Ateez и Джихан из Weeekly.
В 2021 году Ким присоединилась к актёрскому составу развлекательного шоу «Chick High Kick» вместе с ХаХа и На Тэ Чжу. Позже Ким присоединился к актёрскому составу сериала канала KBS «Школа 2021» вместе с Чо И Хён.
10 января 2022 года Ким выпустил свой первый сольный мини-альбом Illusion с заглавной песней «Dessert».
В феврале 2022 года редактор Vanity Teen Эдан Джувет опубликовал дебютную обложку журнала с Кимом, сделав его первым исполнителем K-pop, получившим цифровую обложку журнала.
23 февраля 2023 года Ким выпустил песню «Let’s Love» с Чу, которая является частью альбома Project Restless.

## Дискография

### Мини-альбомы
| Название | Детали                                                                                                | Наивысшая позиция в чартах | Продажи       |
| Название | Детали                                                                                                | KOR                        | Продажи       |
| -------- | --- | -------------------------- | ------------- |
| Illusion | - Выпущено: 10 января 2022 года - Лейбл: Oui Entertainment - Форматы: CD, digital download, streaming | 3                          | - KOR: 55,194 |

### Синглы

#### Как главный артист
| Название                                                                                | Год  | Наивысшая позиция в чартах | Альбом            |
| Название                                                                                | Год  | KOR                        | Альбом            |
| --------------------------------------------------------------------------------------- | ---- | -------------------------- | ----------------- |
| «No More»                                                                               | 2020 | —                          | Неальбомный сингл |
| «Dessert»                                                                               | 2022 | —                          | Illusion          |
| «—» обозначает релизы, которые не попали в чарты или не были выпущены в данном регионе. |      |                            |                   |

#### Promotional singles
| Название                                        | Год  | Альбом            |
| ----------------------------------------------- | ---- | ----------------- |
| «I Believe» (with Bae Jin-young)                | 2020 | Неальбомный сингл |
| «World is One 2021» (with Chuu, Eric Bellinger) | 2021 | Неальбомный сингл |
| «Let's Love» (совместно с Chuu)                 | 2023 | Project Restless  |

### Саундтреки
| Название                                                                                | Год  | Наивысшая позиция в чартах | Альбом                         |
| Название                                                                                | Год  | KOR                        | Альбом                         |
| --------------------------------------------------------------------------------------- | ---- | -------------------------- | ------------------------------ |
| «Recently» (кор. 요즘 자꾸만)                                                           | 2021 | —                          | Такая прекрасная любовь OST    |
| «My Destiny» (кор. 우연처럼)                                                            | 2022 | —                          | Ловец любви на Бали OST Part 3 |
| «—» обозначает релизы, которые не попали в чарты или не были выпущены в данном регионе. |      |                            |                                |

### Участие в написании песен
Все упоминания песен взяты из Korea Music Copyright Association, если не указано иное.
| Год  | Песня         | Артист(ы) | Альбом                | Лирика  | Лирика                              |
| Год  | Песня         | Артист(ы) | Альбом                | Участие | Совместно                           |
| ---- | ------------- | --------- | --------------------- | ------- | ----------------------------------- |
| 2020 | «No More»     | Он сам    | Неальбомный сингл     | Да      | Zion.T, TAEO                        |
| 2020 | «Doremifa»    | WEi       | Identity: First Sight | Да      | Джо Юри (Jam Factory), Чан Дэ Хёном |
| 2021 | «Bye Bye Bye» | WEi       | Identity: Action      | Да      | MosPick, Чан Дэ Хён, Ю Ён Ха        |
| 2021 | «Ocean»       | WEi       | Identity: Action      | Да      | MosPick, Чан Дэ Хён, Ю Ён Ха        |

## Фильмография

### Телесериалы
| Год       | Название        | Роль                                    | Примечания       | Ист.   |
| --------- | --------------- | --------------------------------------- | ---------------- | ------ |
| 2009      | Королева Сондок | Ребёнок                                 | Экстра           | [ 40 ] |
| 2020      | Зомби-детектив  | Модель CM с кремом для кожи             | Камео (1-й эп.)  | [ 41 ] |
| 2021      | Мышь            | Пациент перенёсший трансплантацию мозга | Камео (20-й эп.) | [ 42 ] |
| 2021–2022 | Школа 2021      | Гон Ки Чжун                             |                  | [ 25 ] |

### Веб-сериалы
| Год  | Название             | Роль   | Ист.   |
| ---- | -------------------- | ------ | ------ |
| 2020 | Любовь так прекрасна | Ча Хон | [ 43 ] |

### Теле-шоу
| Год       | Название                             | Роль                    | Примечания         | Ист.          |
| --------- | ------------------------------------ | ----------------------- | ------------------ | ------------- |
| 2019      | Produce X 101                        | Участник                | Занял первое место | [ 44 ] [ 45 ] |
| 2020      | War of Music People                  | Член актёрского состава |                    | [ 46 ]        |
| 2020–2021 | The People of Trot                   | Deputy manager          |                    | [ 47 ]        |
| 2021      | The Show                             | Ведущий                 | с Ёсаном и Джихан  | [ 48 ] [ 49 ] |
| 2021      | Chick High Kick                      | Член актёрского состава |                    | [ 24 ]        |
| 2021      | The Greater Ocean Territory of Korea | Ведущий                 | с Чон Сон Хва      | [ 50 ]        |
| 2022      | Sports Golden Bell                   | Участник                | Chuseok Special    | [ 51 ]        |

### Веб-шоу
| Год  | Название            | Роль    | Ист.   |
| ---- | ------------------- | ------- | ------ |
| 2022 | Ловец любви на Бали | Ведущий | [ 52 ] |

### Радио-шоу
| Год  | Название   | Роль             | Примечания | Ист.          |
| ---- | ---------- | ---------------- | ---------- | ------------- |
| 2022 | Idol Radio | Временный диджей | 2-й сезон  | [ 53 ] [ 54 ] |

## Награды и номинации
| Награда                     | Год  | Категория                     | Работа                                       | Результат | Ист.   |
| --------------------------- | ---- | ----------------------------- | -------------------------------------------- | --------- | ------ |
| Телепремия «Голубой дракон» | 2023 | Лучший артист эстрады-новичок | Ловец любви на Бали                          | Номинация | [ 55 ] |
| KBS Drama Awards            | 2021 | Лучший новый актёр            | Любовь так прекрасна                         | Победа    | [ 56 ] |
| KBS Drama Awards            | 2021 | Лучшая пара                   | Ким Ё Хан (с Чо И Хён); Любовь так прекрасна | Победа    | [ 56 ] |

### Комментарии
1. ↑  "No More" не попал в цифровой чарт Gaon, но достиг 9-го и 168-го мест в чартах загрузки Gaon и Gaon BGM соответственно.[31][32]
2. ↑  "Dessert" не попал в цифровой чарт Gaon, но достиг 8-го и 19-го мест в чартах Gaon Download и Gaon BGM соответственно.[33][34]
3. ↑  "Recently" не попал в цифровой чарт Gaon, но достиг 12-го и 147-го мест в чартах загрузки Gaon и Gaon BGM соответственно.[35][36]
4. ↑  "My Destiny" не попала в цифровой чарт Circle, но достигла 116-го места в чарте Circle BGM.[38]